# توکوچا (خونین)
توکوچا (به اسپانیایی: T'uruqucha) یک کوه در پرو است که در Peru, Junín Region واقع شده‌است. توکوچا ۴٬۸۰۰ متر بالاتر از سطح دریا واقع شده‌است.